# John Brinck
John Manning "Jack" Brinck (født 16. september 1908 i Winters, Californien, død 19. maj 1934 i Falfurrias, Texas) var en amerikansk roer, som deltog i OL 1928 i Amsterdam.

## Rokarriere
Brinck roede otter for University of California, Denne båd repræsenterede USA ved OL 1928 i Amsterdam. Resten af besætningen bestod af Marvin Stalder, Frank Frederick, Bill Thompson, Bill Dally, Jim Workman, Hubert Caldwell, Peter Donlon og styrmand Don Blessing. Der deltog i alt 11 både i konkurrencen, hvor amerikanerne kom i finalen ved at vinde alle deres heats. I finalen mødte de den britiske båd, der havde en nem semifinale uden konkurrenter, og de lagde også bedst fra land, men amerikanerne tog sig sammen og vandt deres tredje OL-guld i træk, mens Storbritannien fik sølv og Canada som tabende semifinalist bronze.

## Videre karriere
Efter sin eksamen arbejdede Brinck en periode i et papirfirma i Californien. Herefter blev han chef i et frugtfirma i Texas, og han var på salgsrundtur i staten i foråret 1934, da han tog en blaffer med på turen. Imidlertid plyndrede blafferen Brinck og myrdede ham derpå for et udbytte på $70.